# Klaus-Michael Kühne
Klaus-Michael Kühne (nacido 2 de junio de 1937) es un empresario multimillonario alemán. Es presidente de honor y propietario mayoritario (53,3%) de la empresa de transporte internacional Kühne + Nagel, cofundada por su abuelo, August Kühne (1855-1932). En 1963 se unió a su padre Alfred Kühne (1895-1981) como socio menor y desde 1975 vive en Suiza, en la ciudad de Schindellegi, donde se encuentra la sede de Kühne + Nagel. Se convirtió en director general de la empresa en 1996.
También dirige Kuhne Holding AG. En 2016, la empresa adquirió el 20% de VTG, una empresa de logística ferroviaria. En abril de 2020, Kühne aumentó su participación en la naviera Hapag-Lloyd hasta el 30%, después de poseer el 26% de la empresa, lo que le convierte en el mayor accionista.
En octubre de 2021, el Índice de Multimillonarios de Bloomberg estimó el patrimonio neto de Kühne en 36.200 millones de dólares, lo que le convierte en la persona más rica de Alemania. La Universidad de Logística de Kühne en Hamburgo lleva su nombre.